# Piero Martinetti
Piero Martinetti (né le 21 août 1872 à Pont-Canavese et mort le 23 mars 1943 à Cuorgnè) est un philosophe italien.
Martinetti a été professeur de philosophie théorique et morale ; il s'est distingué en étant l'un des rares universitaires, et le seul philosophe universitaire italien, qui ait refusé de prêter le serment de loyauté envers le fascisme.

## Biographie
Pier Federico Giuseppe Celestino Mario Martinetti est le premier des quatre fils de Francesco Martinetti (1846-1921), avocat, et de Rosalia Bertogliatti (1846-1927).
Après le baccalauréat au Liceo classico Carlo Botta à Ivrea, il s'inscrit à l'université de Turin ; parmi ses maîtres il y a Giuseppe Allievo, Romualdo Bobba, Pasquale D'Ercole, Giovanni Flechia et Arturo Graf ; il est diplômé en philosophie en 1893, à l'âge de 21 ans, avec une thèse sur Le système Sankhya. Étude sur la philosophie indienne, discutée avec Pasquale d'Ercole, professeur de philosophie théorique, et publiée par les éditions Lattes à Turin en 1896.
Il fait un séjour de deux semestres en Allemagne, à l'université de Leipzig, où il peut poursuivre ses études sur la philosophie indienne.
Sa première expérience d’enseignement est dans les écoles secondaires en Italie (1899-1905). En 1904, il publie l'Introduzione alla metafisica. I - Teoria della conoscenza, qui - après lui avoir valu en 1905 une nomination à la chaire de philosophie théorique de l'université de Turin - lui permet d’être nommé aux chaires de philosophie théorique et philosophie morale de l’Académie scientifique et littéraire à Milan (depuis 1923 université de Milan) où il a enseigné depuis 1906 jusqu’au 1931.
En 1915, il devient "membre correspondant" de la classe de Sciences morales de l’Istituto Lombardo, académie des sciences et des lettres fondée en 1797 par Napoléon sur le modèle de l'Institut de France.
En 1920, à Milan, il donne vie à la Società di studi filosofici e religiosi (Association pour les études philosophiques et religieuses). Au sein de la Società, les premières conférences ont été organisées par Martinetti, Antonio Banfi et Luigi Fossati.
Opposé à la Première Guerre mondiale, à la suite de la marche sur Rome il n’accepte pas d’être nommé à l’Académie des Lyncéens (1923) et  décide de ne pas adhérer ni au Manifeste des intellectuels fascistes de Giovanni Gentile (1925) ni au Manifeste des intellectuels antifascistes de Benedetto Croce (1925).
En 1926, il préside le VIe Congrès national de philosophie, organisé par la Société italienne de philosophie ; le Congrès a été dissous par les autorités fascistes, après seulement deux jours. Le 31 mars 1926 Martinetti et Cesare Goretti, secrétaire du Congrès, signent la lettre de protestation adressée au recteur de l’Université, Luigi Mangiagalli; ils protestent "au nom de la liberté des études et de la tradition italienne contre un acte de violence qui empêche l'exercice de la discussion philosophique et cherche vainement à mettre des limites à la vie de la pensée".
En 1931 Balbino Giuliano, ministre fasciste de l’Éducation Nationale, introduit l'obligation d'un serment de loyauté envers le fascisme, nécessaire pour entrer dans la carrière universitaire ou pour la poursuivre; Piero Martinetti, refuse de prêter serment; il est exclu de la carrière universitaire. Entre 1.200 professeurs universitaires, rares sont ceux qui ont refusé (Ernesto Buonaiuti, Giuseppe Antonio Borgese, Aldo Capitini, Mario Carrara, Antonio De Viti De Marco, Gaetano De Sanctis, Floriano Del Secolo, Giorgio Errera, Cesare Goretti, Giorgio Levi Della Vida, Fabio Luzzatto, Bartolo Nigrisoli, Errico Presutti, Francesco Ruffini, Edoardo Ruffini Avondo, Lionello Venturi et Vito Volterra),.
En laissant l'université, il se consacre à ses études de philosophie et continue à écrire sur la Rivista di filosofia, mais sans signer ses articles. À cette époque, il traduit ses classiques préférés (Kant, Schopenhauer), approfondit l'étude de Spinoza  et termine la trilogie (commencée avec l' Introduzione alla metafisica et continuée en 1928 avec La Libertà); il écrit  Gesù Cristo e il Cristianesimo (1934), Il Vangelo (1936) et Ragione e fede (œuvre terminée en 1942).
Martinetti est imprisonnée en 1935 par l’OVRA, la police secrète fasciste, sur des soupçons de connivence avec les militants antifascistes de “Giustizia e Libertà”; il est libéré après cinq jours de prison à Turin.
Son déclin physique commence en septembre 1941, à la suite d'une thrombose.
Proche de la mort, en 1943, Piero Martinetti lègue sa bibliothèque privée à Nina Ruffini (petite-fille de Francesco Ruffini), Gioele Solari et Cesare Goretti. La bibliothèque sera ensuite donnée par les héritiers en 1955 à la Fondation Piero Martinetti pour l'étude de l'histoire philosophique et religieuse de Turin; elle est maintenant placée dans le bâtiment du Rectorat de l'Université de Turin à la Bibliothèque de la Faculté des Lettres.
Il meurt le 23 mars 1943.

## Philosophie
La philosophie de Martinetti est une interprétation originale de l’idéalisme post-kantien, selon l’idéalisme rationaliste transcendant dans la lignée qui va de Platon à Kant, dans le sens d'un dualisme transcendant panthéiste aboutissant à l'acosmisme; cette interprétation le rapproche de son philosophe préféré, African Spir.

## Droits des animaux
Dans ses écrits de La psiche degli animali et Pietà verso gli animali, Martinetti affirme que les animaux, comme les êtres humains, possèdent l'intelligence et  la conscience; l'éthique ne doit donc pas se limiter à la réglementation des relations entre les êtres humains, mais doit aussi s'étendre à rechercher le bien-être et le bonheur pour toutes les formes de vie intelligente (c'est-à-dire dotées d'un système nerveux), qui, comme les êtres  humains, sont capables de ressentir la douleur et la joie.

## Œuvres
en français
- Jesus Christ et le Christianisme, Bocca Frères Editeurs, Paris, 1942

en italien
- Il sistema Sankhya. Studio sulla filosofia indiana, Torino, Lattes, 1896
- Introduzione alla metafisica: I. Teoria della conoscenza, Torino, Vincenzo Bona, 1902.
  - Réeditions: Torino, Clausen, 1904; Milano, Libreria Editrice Lombarda, 1929; Genova, Marietti, 1987.
- La funzione religiosa della filosofia, «Rivista di filosofia», IX, 1907, pp. 3-35.
  - Réedition: Pavia, Bizzoni, 1907.
- Il regno dello spirito, «Il Rinnovamento», II, 1908, pp. 209-28, et «Annuario della Reale Accademia Scientifico-Letteraria di Milano» (Facoltà di Filosofia e Lettere), anno scolastico 1908-1909, Milano, Stabilimento Tipografico Romitelli, pp. 15-38.
- Africano Spir: Introduction à l’œuvre de A. Spir, Saggi di filosofia critica, Milano, Libreria Editrice Milanese, 1913, pp. I-XLVIII.
- Sul formalismo della morale kantiana, dans AA.VV., Studi di filologia, filosofia e storia. Pubblicazione della Reale Accademia Scientifico-Letteraria di Milano - Facoltà universitaria di Scienze e Lettere, Milano, Hoepli, 1913, pp. 155-¬80.
- E.Kant, Prolegomeni a ogni futura metafisica che vorrà presentarsi come scienza, Torino, Bocca, 1913 (traduction, introduction et commentaire).
  - Réeditions: Torino, Paravia, 1926, 1944, 1968, 1972.
- Del conflitto tra religione e filosofia, «Coenobium», VIII, 1914, pp. 1-8.
- L'opera filosofica di Aurelio Pelazza, «Rendiconti dell'Istituto Lombardo di Scienze e Lettere», XLVIII, Milano, Hoepli, 1915, pp. 973-79.
- La dottrina della conoscenza e del metodo nella filosofia di Spinoza, «Rivista di filosofia», VIII, 1916, pp. 289-324.
  - Réedition: Genova, Formiggini Editore (s.d.).
- Il compito della filosofia nell'ora presente, Milano, Bertini e Vanzetti, 1920.
- La psiche degli animali, dans Saggi e discorsi, 1926, pp. 211-54
- Breviario spirituale, Milano, Isis, 1922
  - Réeditions: Torino, Bresci, 1972.
- Pietro Ceretti, dans Saggi e discorsi, 1926, pp. 167-80.
- E. Kant nel secondo centenario della nascita (discorso commemorativo tenuto al Circolo Filologico milanese il 4 maggio 1924), «Vita internazionale», XXVII, 1924, pp. 121-32.
- Antologia kantiana, Torino, Paravia, 1925.
  - Réeditions: Torino, Paravia, 1931, 1938, 1944, 1968, 1972.
- La filosofia religiosa dell'hegelianismo, dans Scritti filosofici pubblicati per le onoranze di B. Varisco, Firenze, Vallecchi, 1925, pp. 207-32.
- Saggi e discorsi, Torino, Paravia, 1926.
  - Réeditions: Milano, Libreria Editrice Lombarda, 1929; titre: Funzione religiosa della filosofia. Saggi e discorsi, Roma, Armando, 1972.
- Breviario di metafisica, Milano, Tipografia Serra-Tirani, 1926
  - Réedition: titre: Idealismo e trascendenza. Pensieri, Lodi, Tipografia Editrice G. Biancardi, 1943.
- La dottrina della libertà in Benedetto Spinoza, «Chronicon Spinozarum», IV, 1926, pp. 58-67.
- 'La funzione della cultura, Ivrea, L. Garda, 1926, pp. 9-21.
  - Réedition: Lions Club Alto Canavese, S. Giorgio Canavese (Torino), De Joannes, 1984.
- Il problema della libertà in E. Kant, «Rivista di Filosofia», XVIII, 1927, pp. 11-24.
- Il numero, «Rivista di filosofia», XVIII, 1927, pp. 158-78.
- Modi primitivi e derivati, finiti e infiniti, «Rivista di filosofia», XVIII, 1927, pp. 248-61.
- La libertà, Milano, Libreria Editrice Lombarda, 1928.
  - Réeditions: Torino, Boringhieri, 1965.
- La religione secondo Kant, «Rivista di filosofia», XIX, 1928, pp. 1-19
- La causalità e il concetto, «Rivista di filosofia», XIX, 1928, pp. 211-21
- B. Spinoza, L'Etica. Esposizione e commento, Torino, Paravia, 1928.
  - Réeditions: Torino, Paravia, 1937; Bologna, Patron, 1969.
- L'educazione religiosa, «Rivista di filosofia», XX, 1929, pp. 201-11
- La libertà: a proposito di una recensione, «Rivista di filosofia», XX, 1929, pp. 263-64.
- Sul valore obiettivo della filosofia, «Rivista di filosofia», XXI, 1930, pp. 1-13.
- L'intelletto e la conoscenza noumenica in Kant, in Festschrift Th. G. Masaryk zum 80. Geburtstage, Bonn, Verlag von Friedrich Cohenn, 1930, pp. 109-¬216.
- Il fondamento della religione secondo R. Otto, «Rivista di filosofia», XXII, 1931, pp. 11-33.
  - Réedition: Lodi, Tipografia Editrice G. Biancardi, 1931
- Una doverosa risposta e Conclusione, «Rivista di filosofia», XXII, 1931, p. 159 e p. 457.
- Gesù Cristo e il Cristianesimo, Milano, Edizioni della «Rivista di filosofia», 1934.
  - Réeditions: Milano, Denti, 1949; Milano, Il Saggiatore, 1964; Milano, Il Saggiatore (Grandi Gabbiani), 1972.
- Ragione e fede. Introduzione ai problemi religiosi, Milano, Edizioni della «Rivista di filosofia», 1934.
- Meister Eckhart, «Rivista di filosofia», XXV, 1934, pp. 97-115.
  - Réedition: Lodi, Tipografia Editrice G. Biancardi, 1934
- La filosofia di Giulio Lachelier (1832-1918), «Rivista di filosofia», XXV, 1934, pp. 193-209.
- La filosofia morale di Nicolai Hartmann, «Rivista di filosofia», XXVI, 1935, pp. 1-46.
  - Réedition: Lodi, Tipografia Editrice G. Biancardi, 1935
- La religione, «Rivista di filosofia», XXVI, 1935, pp. 193-212.
  - Réedition: Lodi, Tipografia Editrice G. Biancardi, 1935
- Un Cristianesimo dualista, «Rivista di filosofia», XXVII, 1936, pp. 50-92
- La filosofia di G. Schuppe, «Rivista di filosofia», XVII, 1936, pp. 285-319.
  - Réedition: come estratto, Lodi, Tipografia Editrice G. Biancardi, 1936. Républié: in Saggi filosofici e religiosi, 1972, pp. 209-38.
- Introduzione e note a: Il Vangelo, Modena, Guanda, 1936.
- La morale secondo W. Schuppe, «Rivista di filosofia», XXVIII, 1937, pp. 1¬13.
- Africano Spir (1837-1890), «Rivista di filosofia», XXVIII, 1937, pp. 193-97.
- Il dualismo di Africano Spir, «Rivista di filosofia», XXVIII, 1937, pp. 240¬50.
- Th. G. Masaryk (1850-1937), «Rivista di filosofia», XXVIII, 1937, pp. 369¬71.
- Morale, religione e filosofia, «Rivista di filosofia», XXIX, 1938, pp. 1-22
- Sul fondamento trascendente della vita morale, «Rivista di filosofia», XXIX, 1938, pp. 193-211.
- Sacra te, «Rivista di filosofia», XXX, 1939, pp. 1-38.
- Emilio Morsetti (1869-1939), «Rivista di filosofia», XXX, 1939, pp. 193-98
- Problemi religiosi nella filosofia di B. Spinoza, «Rivista di filosofia», XXX, 1939, pp. 289-311.
- Antologia platonica, Torino, Paravia, 1939.
  - Réeditions: Torino, Paravia, 1940, 1944, 1963, 1969, 1972.
- La rinascita di Schopenhauer, «Rivista di filosofia», XXXI, 1940, pp. 76-91
- Il commento di Karl Barth sull'epistola ai Romani, «Rivista di filosofia», XXXII, 1941, pp. 1-28.
  - Réedition: Lodi, Tipografia Editrice G. Biancardi, 1941
- Pensieri, «Rivista di filosofia», XXXII, 1941, pp. 145-52
- Occultismo e divinazione, «Studi filosofici», II, 1941, pp. 225-38
- J.G. Fichte, dans E. Morselli, La nostra inquietudine, Milano, Garzanti, 1941, pp. 217-32.
- A. Schopenhauer, Antologia, Milano, Garzanti, 1941, pp. 1.67 (introduction).
  - Réeditions: Milano, Garzanti, 1944; Bologna, Patron, 1971
- Ragione e fede. Saggi religiosi, Torino, Einaudi, 1942.
  - Réeditions: Torino, Einaudi, 1944; Napoli, Guida, 1972.
- Pensieri, «Rivista di filosofia», XXXIII, 1942, pp. 1-3.
- La volontà, «Rivista di filosofia», XXXIII, 1942, pp. 77-95.
- Hegel, Milano, Bocca, 1943.
  - Réeditions: Milano, Celuc Libri, 1985.
- Kant, Milano, Bocca, 1943.
  - Réeditions: Milano, Bocca, 1946; Milano, Feltrinelli, 1968, 1981.
- L'educazione della volontà, «Rivista di filosofia», XXXIV, 1943, pp. 9-54.
  - Réedition: Lodi, Tipografia Editrice G. Biancardi, 1944
- Il valore obiettivo della morale, «Rivista di filosofia», XXXIV, 1943, pp. pp. 81-119.
- Sul valore obiettivo della morale (continuazione e fine), «Rivista di filosofia», XXXV, 1944, pp. 1-46.
  - Réedition: Lodi, Tipografia Editrice Biancardi, 1944
- Il compito della filosofia e altri saggi editi e inediti, G. Borsa (cur.), Torino, Paravia, 1951.
  - Réeditions: Torino, Paravia, 1970.
  - Réeditions récentes:
- Il pensiero di Africano Spir, introduction par Franco Alessio (traduite en français par Fabrizio Frigerio), Albert Meynier, Torino, 1990.
- Ragione e fede,Gallone editore, Milano, 1997.
- Il Vangelo, Il nuovo melangolo, Genova, 1998.
- L'amore, éd. par Alessandro Di Chiara, Il nuovo melangolo, Genova, 1998.
- Pietà verso gli animali, Il nuovo melangolo, Genova, 1999.
- La religione di Spinoza. Quattro saggi,éd. par Amedeo Vigorelli, Ghibli edizioni, Milano, 2002.
- La Libertà, Aragno, Torino, 2004.
- Schopenhauer, éd. par Mirko Fontemaggi, Il nuovo Melangolo, Genova, 2005.  (ISBN 88-7018-554-0).
- Breviario spirituale, éd. par Anacleto Verrecchia, UTET, Torino, 2006.
- L'educazione della volontà, éd. par Domenico Dario Curtotti, Edizioni clandestine, Marina di Massa, 2006  (ISBN 88-89383-51-8).
- Lettere (1919-1942) éd. par Pier Giorgio Zunino, avec la collaboration de Giulia Beltrametti, Leo S. Olschki, Firenze, 2011.
- Gesù Cristo e il Cristianesimo, Castelvecchi, Roma, 2013.
- Baruch Spinoza, Etica, exposition et commentaire de Piero Martinetti, Castelvecchi, Roma, 2014.

## Écrits sur Piero Martinetti
- (fr) Fernand-Lucien Mueller, La pensée contemporaine en Italie et l'influence de Hegel, Kundig, 1941, 328;
- (fr) Michel Ostenc, L'éducation en Italie pendant le fascisme, Publications de la Sorbonne, 1980, 287;
- (fr) Stelio Zeppi, Les origines de l’athéisme antique, L’Harmattan, Paris, 2011, 181 (traduit par Sylvain Gullo)

## Hommages
- Le 27 janvier 2018 la  ville de Rome a donné son nom à une place[8].